# 成都双流国際空港
成都双流国際空港（せいとそうりゅうこくさいくうこう、簡体字中国語: 成都双流国际机场、拼音: Chéngdū Shuāngliú Guójì Jīchǎng）は中華人民共和国四川省成都市双流区に位置する国際空港。

## 概要
IATA空港コードはCTU。ICAOコードはZUUU。全長3,600メートル、幅60メートルの滑走路2本を有する国際空港で、総面積67万平方メートルである。中国民用航空総局（CAAC）の西南管理局が置かれ、中国国際航空、四川航空、成都航空が同空港をハブ空港としている。
ターミナルビルは2つあり、元々のターミナルビルは「旧ターミナルビル」として四川省内の空港及び元々四川省だった重慶市行きの出発専用、2001年に使用開始になった新ターミナルビルは「第1ターミナルビル」としてすべての路線の到着と国際線、四川省・重慶市行き以外の他省行き国内線の出発用として使われた。そして、「第2ターミナルビル」建設の進展に伴い、旧ターミナルビルは閉鎖され、第1・第2ターミナル間の連絡通路として新築され、2012年8月、第2ターミナルビルがオープンし、国際線および四川航空国内線が第1ターミナルビルに残った以外、他の国内線各社は第2ターミナルビルに移転した。2021年6月、成都天府国際空港の開港に伴い、全ての旅客便が第2ターミナルに集約された。

## 歴史

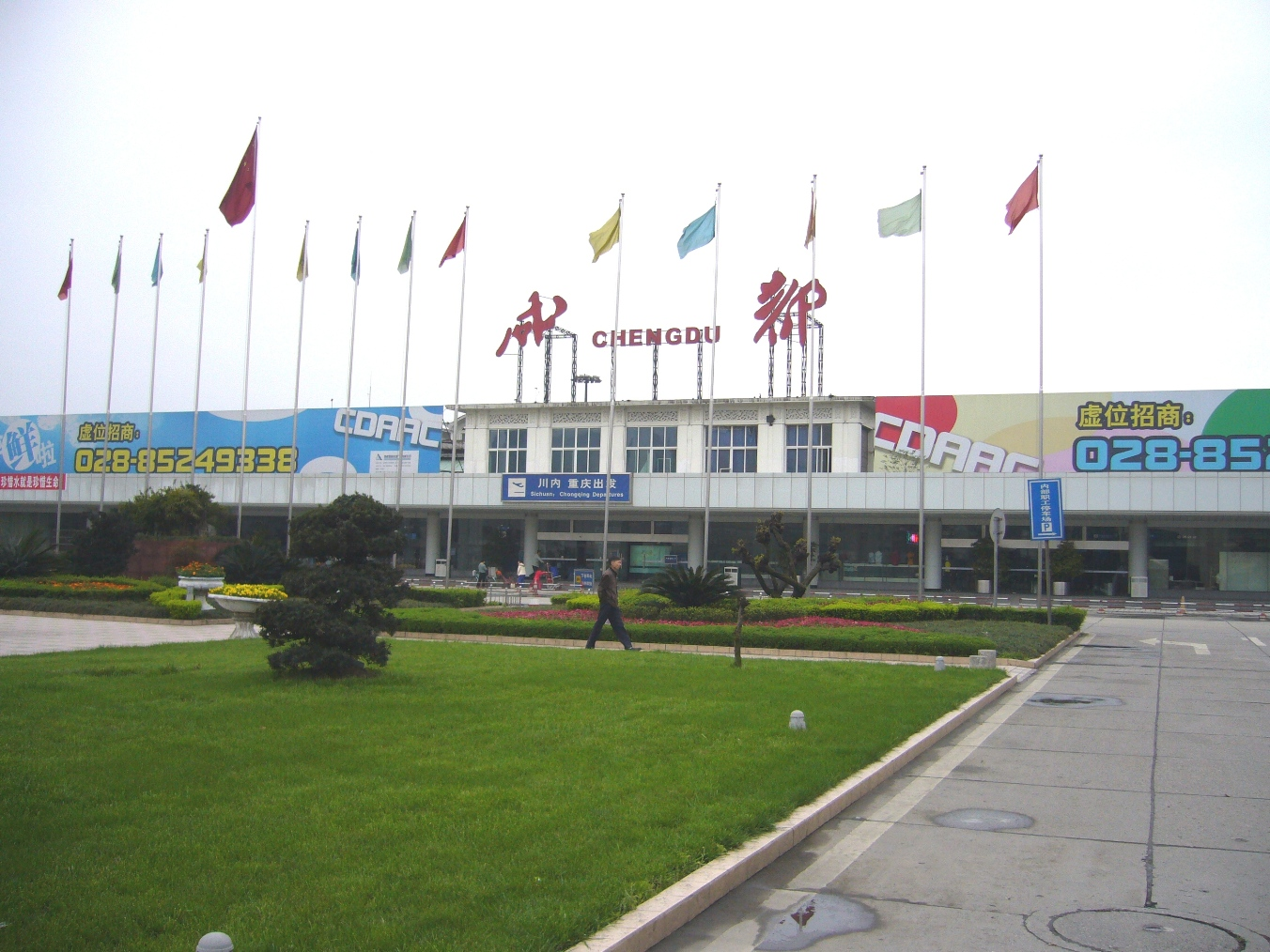
旧ターミナルビル

- 1938年11月 - 四川省政府、飛行場建設を開始。建設に当たり、簡陽県、金堂県、広漢県、徳陽県、双流県等10以上の県から20万人余りの民工が動員された[1]。
- 1939年4月 - 軍用の成都双桂寺飛行場として開港、中華民国空軍に引き渡される。面積は3293畝（21,954ヘクタール）[1]。滑走路は未舗装で、金馬河、江安河、楊柳河などでとれた鶏卵石が敷かれており、小型の複葉機しか離着陸できなかった。第4大隊、第5大隊などの戦闘機隊が駐留したほか、成都・太平寺にある空軍軍士学校（37年12月開校）の中級科生徒の実習も行われた[1]。
- 1941年3月14日 - 第3大隊および第5大隊のI-153 31機が第十二航空隊の零戦隊12機（指揮官：横山保大尉）と交戦。12機が撃墜され、第5大隊大隊長黄新瑞少校、副大隊長岑泽鎏少校、第3大隊第28中隊長周霊虚上尉、第5大隊第17中隊隊員林恒少尉（林徽因の弟）ら8人が死亡[2]（日本側の記録では撃墜27、撃破7[3]）。
- 1944年 拡張工事を実施。滑走路全長を1400メートルとし、石灰と玉石で舗装した。これによって、15トン以下の飛行機が離着陸できるようになった。
- 1956年12月12日 中国中央軍事委員会総参謀部が成都双桂寺空港の民用使用を許可し、中国民航の一空港となる。成都双流空港と名称を変更する。
- 1957年 中国民航成都管理局は、ハブ空港を成都広漢空港から、成都双流空港に移転する。北京、太原、西安、重慶、昆明、貴陽、南充等の路線が開港する。
- 1959年 翌年にかけて拡張工事を実施。滑走路全長が2200メートルとなり、100トン以下の飛行機が離着陸できるようになった。新築されたターミナルビルは床面積が8500平方メートルあった。
- 1967年 拡張工事を実施。滑走路全長が2600メートルとなる。
- 1983年、1991年 2度の拡張工事により、ターミナルビルの床面積が17400平方メートルとなり、航空管制、誘導通信、気象予報、給油設備等を備え、西南地区随一の空港となる。
- 1994年から2001年にかけて総工費28億元を投じ、大規模な拡張工事が行われる。滑走路全長が3600メートルとなり、大型飛行機も離着陸できるようになる。新しいターミナルビルは床面積が82,000平方メートルとなり、到着客と出発客を分離する構造となった。
- 2003年 総工費3億8000万人民元を投じ、床面積が39,000平方メートルの国際ターミナルビルの建設を開始する。
- 2004年9月28日 国際ターミナルビルが完成。ターミナルビルの床面積が138,000平方メートルとなる。
- 2009年、第2滑走路が完成した。第2ターミナルビルを建設中である。中国西南地区の国際ハブ空港としたい意向である。
- 2011年6月19日 全日本空輸が成田空港からの日系初の直行便を就航。
- 2012年8月9日第2ターミナルビル運用がスタート。
- 2021年6月27日、成都天府国際空港が開港し、全ての旅客国際便、一部の国内便が移転した。双流空港は、国内線のみを第2ターミナルに集約。

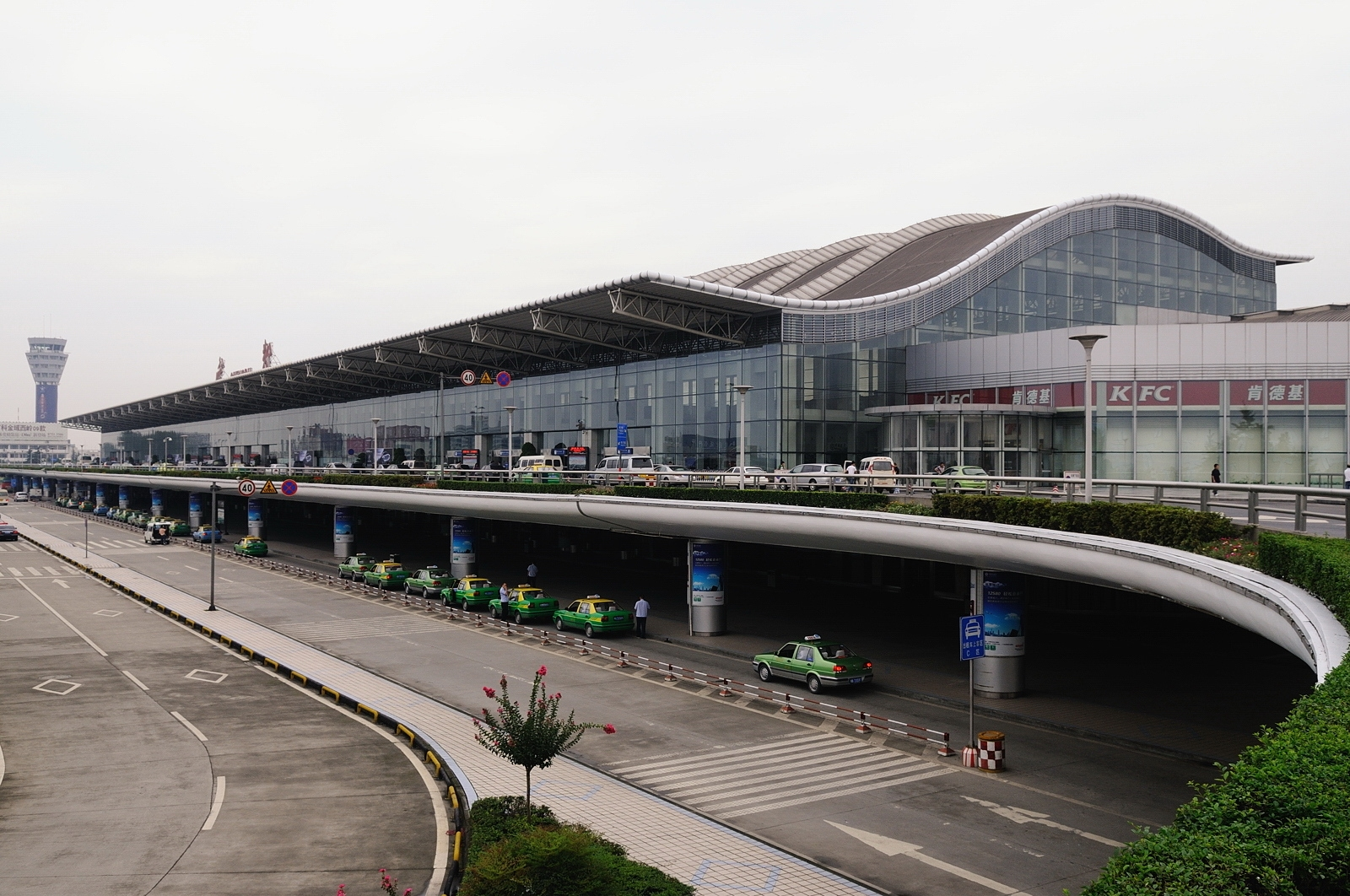
第1ターミナル
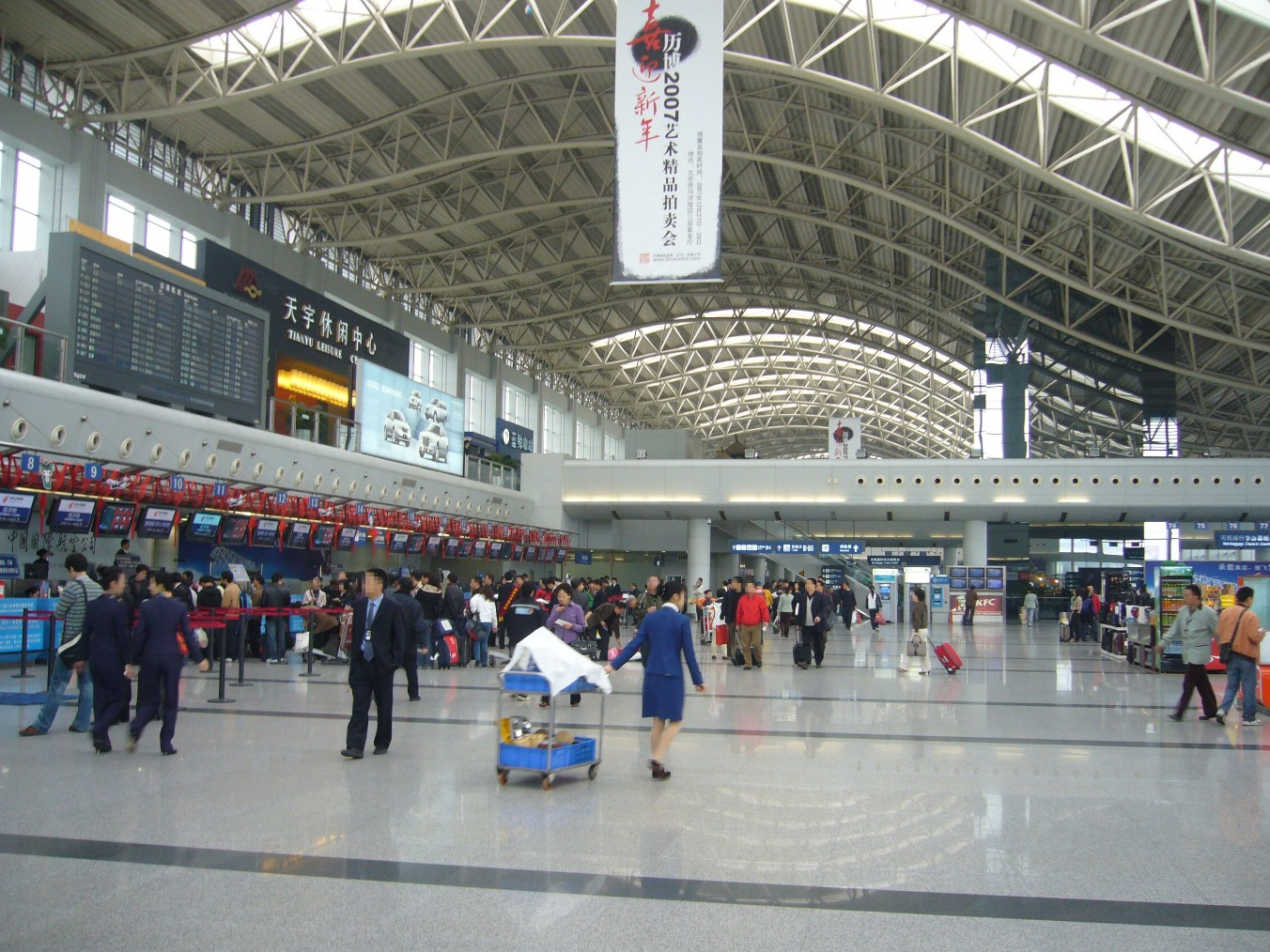
第1ターミナル
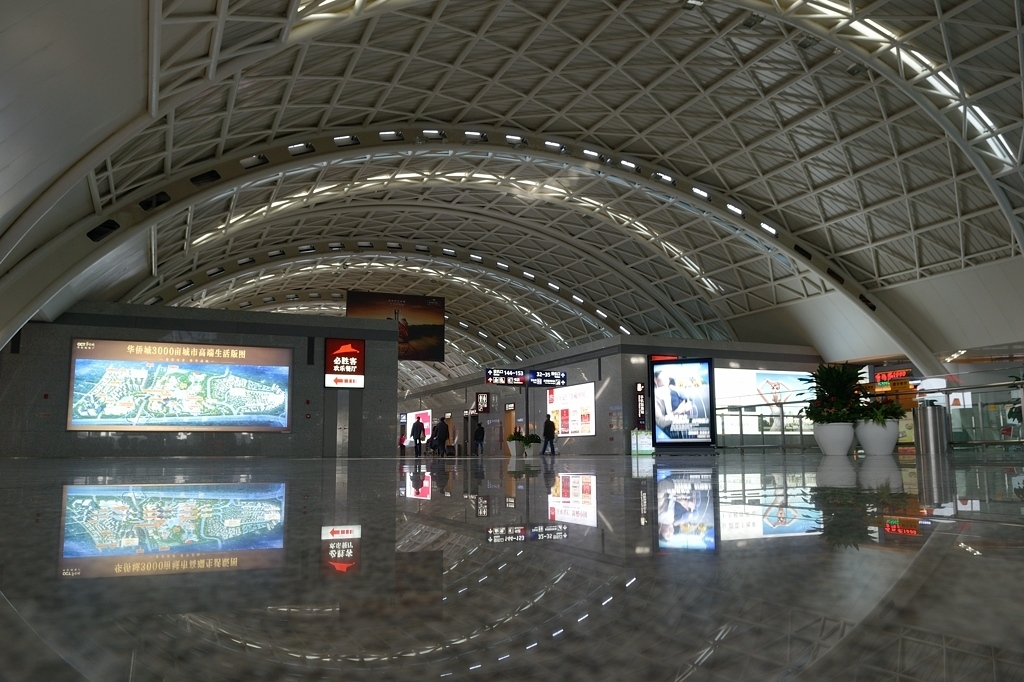
第2ターミナルのコンコース
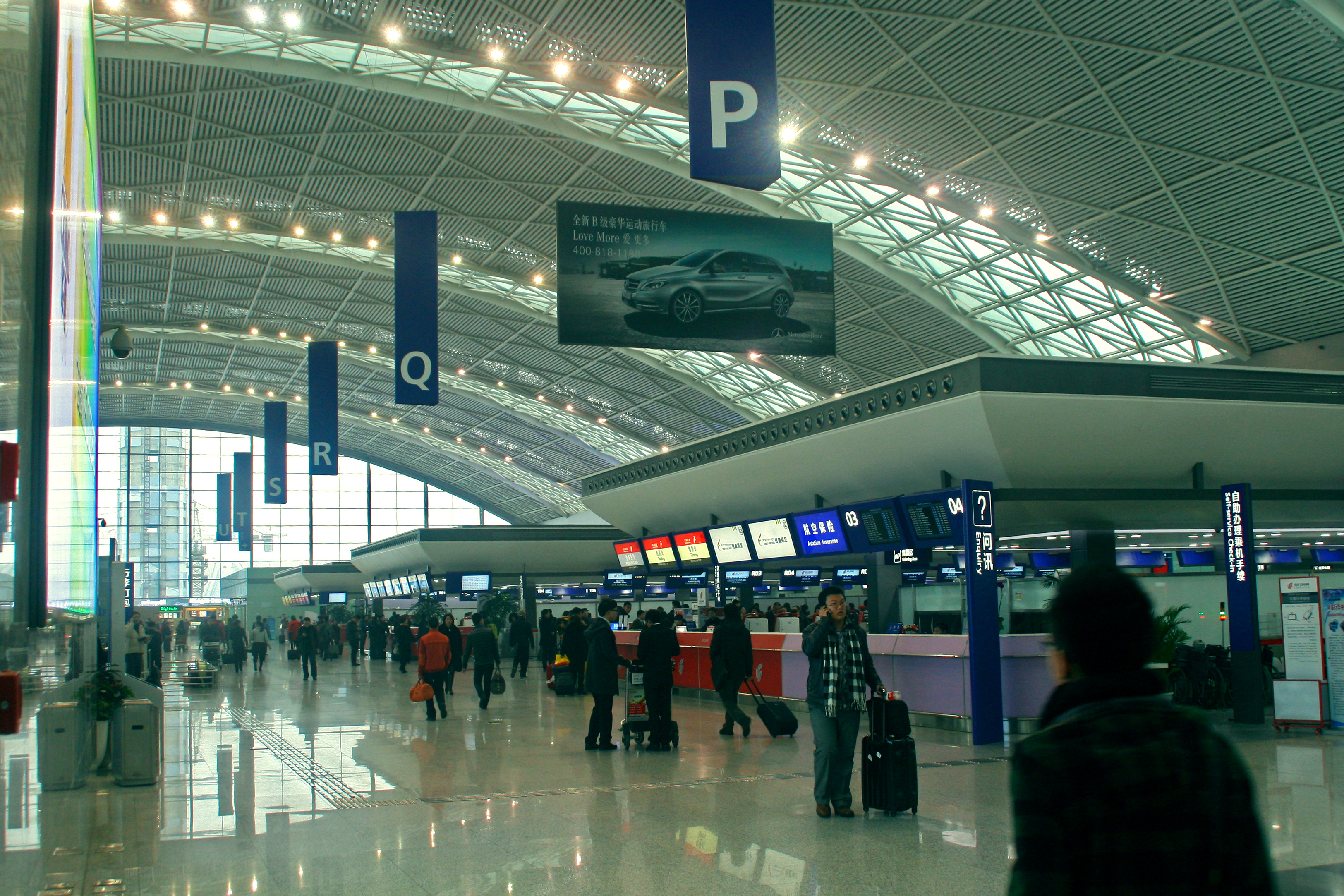
第2ターミナル

## 設備
レストラン、喫茶店、ファーストフード、本屋、おみやげ屋などがある。24時間営業のコンビニもある。

## 就航航空会社と就航地
2020年以降、新型コロナウイルス感染症の影響により、多くの定期便が運休、減便、経路変更となっている。2021年6月、成都天府国際空港の開港により、全ての旅客国際線と、一部の国内線が移転した。
| 航空会社                   | 就航地 | ターミナル |
| -------------------------- | --- | ---------- |
| 四川航空                   | 北京首都、博楽、長春、常州、稲城、福州、広州、海口、邯鄲、杭州、ハルビン、済南、シーサンパンナ、ダルツェムド、カシュガル、昆明、ラサ、麗江、南昌、南京、南寧、寧波、ニンティ、青島、三亜、上海浦東、瀋陽、深圳、石家荘、九寨黄龍、太原、天津、ウルムチ、温州、武漢、無錫、西安、廈門、西昌、揚州、銀川、鄭州、珠海 | T2         |
| 四川航空                   | プラハ、チェンナイ、デリー、ムンバイ、テルアビブ、大阪/関西、東京/成田、マレ、カトマンズ、モスクワ/シェレメーチエヴォ | 貨物       |
| 中国国際航空               | 巴中、北京首都、長春、長沙、大連、阜陽、福州、広州、海口、杭州、合肥、フフホト、掲陽、済南、昆明、蘭州、ラサ、南昌、南京、南寧、寧波、攀枝花、チャムド、青島、上海虹橋、上海浦東、深圳、天津、ウルムチ、温州、武漢、西安、廈門、西寧、揚州、銀川、鄭州                                                             | T2         |
| 中国国際航空               | 上海浦東、アンカレッジ、シカゴ、 アムステルダム | 貨物       |
| 成都航空                   | 北海、長沙、達州、福州、広州、杭州、衡陽、シーサンパンナ、済寧、昆明、蘭州、ラサ、麗江、洛陽、三亜、上海浦東、瀋陽、深圳、天津、武漢、梧州、興義、宜昌、岳陽、遵義新舟 | T2         |
| チベット航空               | 松原、長沙、大理、福州、杭州、ハルビン、済南、シーサンパンナ、昆明、ラサ、麗江、芒市、南京、ニンティ、チャムド、三明、三亜、上海虹橋、瀋陽、深圳、シガツェ、石家荘、太原、温州、廈門、西寧、昭通 | T2         |
| 中国東方航空               | 北京大興、杭州、昆明、上海虹橋、上海浦東 | T2         |
| 中国南方航空               | 北京大興、広州 | T2         |
| 長竜航空                   | 杭州、寧波 | T2         |
| 深圳航空                   | 深圳 | T2         |
| 順豊航空                   | 北京首都、広州、杭州、上海浦東、深圳 チェンナイ、デリー、ラホール、ソウル/仁川 | 貨物       |
| 金鵬航空                   | 天津、上海浦東、深圳 | 貨物       |
| キャセイ・パシフィック航空 | 香港 | 貨物       |
| エア・ホンコン             | 香港 | 貨物       |
| ルフトハンザ・ドイツ航空   | フランクフルト、上海浦東 | 貨物       |
| ユーロピアン・カーゴ       | ボーンマス | 貨物       |

2023年7月現在

### 運休路線
| 航空会社   | 空港      |
| ---------- | --------- |
| 全日本空輸 | 東京/成田 |

## 事故
2018年5月14日現地時間午前7時過ぎ（日本時間午前8時過ぎ）、重慶発ラサ行き四川航空機（エアバスA319型機）が、高度約1万メートルを飛行中に副操縦士側の窓ガラスが突然割れ、副操縦士が機外に吸い出されそうになってしまった。破損と同時に計器類も故障したが、機長は手動操縦に切り替え当空港に緊急着陸した。搭乗していた乗員・乗客129人のうち、29人は現地の病院に搬送されたものの大きな怪我は無く、副操縦士も制服は裂けたが顔や腰の軽症で済んだ。同社では窓ガラスが破損した原因を調べている。

## アクセス
地下鉄
成都軌道交通の成都地下鉄10号線が2017年9月に開通。双流機場1航站楼駅が第1ターミナル、双流機場2航站楼駅が第2ターミナルに接続している。成都地下鉄10号線起点の太平園駅から双流機場2航站楼駅まで15分。
成都軌道交通の成都地下鉄19号線が2023年11月に開通。
鉄道
成貴旅客専用線が2014年12月に開通。双流機場駅（第2ターミナルの地下階にある） - 成都南駅（最速10分）、成都東駅（最速15分）、綿陽駅、徳陽駅、眉山駅、楽山駅、峨眉山駅。
バス
成都市中心部から16キロメートルの距離にある。空港からリムジンバスの1路（岷山飯店隣行・高速経由）、2路（火車北站行・一般道経由、3路（成都東站東広場行・高速経由）、4路（世纪城行・高速経由）が走っている。交通は比較的至便である。路線バスや長距離バス（都江堰や雅安など）も走っている。
第1ターミナルと第2ターミナル間の移動は、徒歩（750メートル）やシャトルバス（8時 - 24時）や地下鉄などで移動できる。